# Puy-Malsignat
Puy-Malsignat è un comune francese di 164 abitanti situato nel dipartimento della Creuse nella regione della Nuova Aquitania.

## Società

### Evoluzione demografica
Abitanti censiti